# Chocoramo
Chocoramo (estilizado como CʜocoRᴀᴍo) es el nombre comercial que se la da a un ponqué con forma rectangular cubierto de chocolate distribuido por la empresa de comestibles colombiana Ramo.
Es considerado uno de los alimentos más icónicos de Colombia, teniendo una producción total de 242 millones de ponqués al año, vendiendo un promedio de 143 millones de unidades al año.

## Historia
En 1968, Olimpo López (pastelero colombiano nacido en 1918 y apodado como Don Olimpo, fallecido el 16 de octubre de 2015 en Mosquera, Cundinamarca) fue contratado por Ramo como jefe de planta de dicha compañía.
Durante el mismo 1968, López lanzó al mercado el ponqué Gala, uno de los productos más importantes de la empresa.
López aseguró en una entrevista con El Tiempo que el Chocoramo fue un producto originario de una idea del hijo de Rafael Molano Olarte, fundador de Ramo, la cual consistía en recubrir un ponqué Gala con chocolate.
El producto fue lanzado al mercado en 1972, siendo comercializado por Ramo. La receta del Chocoramo se encuentra guardada en una caja fuerte de un banco de alta seguridad en Estados Unidos.
De acuerdo a P&M, revista sobre publicidad y mercadeo, Chocoramo fue la marca más querida por los consumidores colombianos en 2015 y un estudio de Raddar afirma que la marca Chocoramo es la tercera con mayor reconocimiento entre los consumidores colombiano, solo superada por Águila y Bon Bon Bum.
A fines de 2015, Ramo anunció que el producto se empezaría a vender fuera del país, empezando a ser comercializado en países como Estados Unidos o Australia. A principios de febrero de 2023, la compañía anunció que junto a Jota Jota Foods comenzaría su importación en España.
En 2020, debido a la pandemia de COVID-19, Ramo cambió temporalmente el nombre del Chocoramo a Pa' lante, con el fin de, según ellos, "enviar mensajes positivos y de esperanza a los colombianos".